# Bacang (Blangkejeren)
Bacang is een bestuurslaag in het regentschap Gayo Lues van de provincie Atjeh, Indonesië. Bacang telt 321 inwoners (volkstelling 2010).